# Eucereon colombiana
Eucereon colombiana är en fjärilsart som beskrevs av Max Wilhelm Karl Draudt 1931. Eucereon colombiana ingår i släktet Eucereon och familjen björnspinnare. Inga underarter finns listade i Catalogue of Life.